# Cámara de los Pueblos de Bosnia y Herzegovina
La Cámara de los Pueblos de Bosnia y Herzegovina (serbo-croata: Dom naroda Bosne i Hercegovine/Дом народа Босне и Херцеговине) es una de las dos cámaras de la Asamblea Parlamentaria de Bosnia y Herzegovina, la otra siendo la Cámara de Representantes de Bosnia y Herzegovina. Es considerada la cámara alta del órgano legislativo del país. Fue establecida con la entrada en vigencia de los acuerdos de Dayton, en 1995.
Se compone de 15 miembros distribuidos de forma igualitaria entre los tres grupos étnicos nacionales de Bosnia y Herzegovina: 5 bosnios, 5 serbios y 5 croatas. Los miembros son nombrados por los parlamentos de las dos entidades de Bosnia y Herzegovina: la Asamblea Nacional de la República Srpska y la Cámara de Representantes de la Federación de Bosnia y Herzegovina. Su deber es asegurarse de que ninguna ley sea aprobada a no ser que los tres grupos estén de acuerdo.

## Presidentes de la Cámara de los Pueblos
| #  | Nombre            | Período                  | Período                  | Partido |
| -- | ----------------- | ------------------------ | ------------------------ | ------- |
| 1  | Momir Tošić       | 3 de enero de 1997       | 2 de septiembre de 1997  | SDS     |
| 2  | Avdo Čampara      | 3 de septiembre de 1997  | 2 de mayo de 1998        | SDA     |
| 3  | Petar Majić       | 3 de mayo de 1998        | 4 de diciembre de 1998   | HDZ     |
| 4  | Vladimir Šoljić   | 4 de diciembre de 1998   | 3 de agosto de 1999      | HDZ     |
| 5  | Izet Žigić        | 4 de agosto de 1999      | 3 de abril de 2000       | SBiH    |
| 6  | Drago Ljubičić    | 4 de abril de 2000       | 20 de marzo de 2001      | SNS     |
| 7  | Ilija Šimić       | 20 de marzo de 2001      | 19 de noviembre de 2001  | HSS     |
| 8  | Sejfudin Tokić    | 20 de noviembre de 2001  | 19 de julio de 2002      | SDP BiH |
| 9  | Nikola Špirić     | 20 de julio de 2002      | 31 de enero de 2003      | SNSD    |
| 10 | Velimir Jukić     | 31 de enero de 2003      | 29 de septiembre de 2003 | HDZ     |
| 11 | Mustafa Pamuk     | 30 de septiembre de 2003 | 30 de mayo de 2004       | SDA     |
| 12 | Goran Milojević   | 31 de mayo de 2004       | 30 de enero de 2005      | PDP     |
| 13 | Velimir Jukić     | 31 de enero de 2005      | 29 de septiembre de 2005 | HDZ     |
| 14 | Mustafa Pamuk     | 30 de septiembre de 2005 | 30 de mayo de 2006       | SDA     |
| 15 | Goran Milojević   | 31 de mayo de 2006       | 14 de marzo de 2007      | PDP     |
| 16 | Ilija Filipović   | 14 de marzo de 2007      | 13 de noviembre de 2007  | HDZ     |
| 17 | Sulejman Tihić    | 14 de noviembre de 2007  | 13 de julio de 2008      | SDA     |
| 18 | Mladen Ivanić     | 14 de julio de 2008      | 26 de febrero de 2009    | PDP     |
| 19 | Dušanka Majkić    | 26 de febrero de 2009    | 13 de marzo de 2009      | SNSD    |
| 20 | Ilija Filipović   | 14 de marzo de 2009      | 13 de noviembre de 2009  | HDZ     |
| 21 | Sulejman Tihić    | 14 de noviembre de 2009  | 13 de julio de 2010      | SDA     |
| 22 | Dušanka Majkić    | 14 de julio de 2010      | 9 de junio de 2011       | SNSD    |
| 23 | Ognjen Tadić      | 9 de junio de 2011       | 8 de febrero de 2012     | SDS     |
| 24 | Dragan Čović      | 9 de febrero de 2012     | 8 de octubre de 2012     | HDZ     |
| 25 | Sulejman Tihić    | 9 de octubre de 2012     | 8 de junio de 2013       | SDA     |
| 26 | Ognjen Tadić      | 9 de junio de 2013       | 5 de noviembre de 2013   | SDS     |
| 27 | Staša Košarac     | 5 de noviembre de 2013   | 8 de febrero de 2014     | SNSD    |
| 28 | Dragan Čović      | 9 de febrero de 2014     | 17 de noviembre de 2014  | HDZ     |
| 29 | Bariša Čolak      | 16 de febrero de 2015    | 17 de octubre de 2015    | HDZ     |
| 30 | Ognjen Tadić      | 16 de octubre de 2015    | 15 de junio de 2016      | SDS     |
| 31 | Safet Softić      | 16 de junio de 2016      | 15 de febrero de 2017    | SDA     |
| 32 | Bariša Čolak      | 16 de febrero de 2017    | 15 de octubre de 2017    | HDZ     |
| 33 | Ognjen Tadić      | 16 de octubre de 2017    | 15 de junio de 2018      | DNS     |
| 34 | Safet Softić      | 16 de junio de 2018      | 6 de diciembre de 2018   | SDA     |
| 35 | Bariša Čolak      | 16 de febrero de 2019    | 28 de febrero de 2019    | HDZ     |
| 36 | Bakir Izetbegović | 28 de febrero de 2019    | 28 de octubre de 2019    | SDA     |
| 37 | Dragan Čović      | 28 de octubre de 2019    | 27 de junio de 2020      | HDZ     |
| 38 | Nikola Špirić     | 28 de junio de 2020      | 28 de febrero de 2021    | SNSD    |
| 39 | Bakir Izetbegović | 28 de febrero de 2021    | 28 de octubre de 2021    | SDA     |
| 40 | Dragan Čović      | 28 de octubre de 2021    | 28 de junio de 2022      | HDZ     |
| 41 | Nikola Špirić     | 28 de junio de 2022      | En el cargo              | SNSD    |

## Lista de delegados[3]

### Delegados bosnios
| Período   | Delegados               | Delegados            | Delegados                 | Delegados             | Delegados                | Delegados                   | Delegados                   | Delegados              | Delegados | Delegados             |
| --------- | ----------------------- | -------------------- | ------------------------- | --------------------- | ------------------------ | --------------------------- | --------------------------- | ---------------------- | --------- | --------------------- |
| 1996–1998 |                         | Mirsad Ćeman (SDA)   |                           | Avdo Čampara (SDA)    |                          | Adem Borić (SDA)            |                             | Mehmed Čorhodžić (SDA) |           | Salih Kulenović (SDA) |
| 1998–2000 | Šefik Džaferović (SDA)  | Ismet Šarčević (SDA) |                           | Avdo Čampara (SDA)    | Mugdin Herceg (SDP BiH)  |                             | Izet Žigić (SBiH)           |                        |           |                       |
| 2000–2002 | Šefik Džaferović (SDA)  | Halid Genjac (SDA)   |                           | Ibrahim Spahić (GDS)  | Sejfudin Tokić (SDP BiH) | Munib Jusufović (SBiH)      |                             |                        |           |                       |
| 2002–2006 | Hasan Čengić (SDA)      | Halid Genjac (SDA)   |                           | Osman Brka (SDA)      |                          | Hilmo Neimarlija (SDA/SBiH) | Mustafa Pamuk (SBiH)        |                        |           |                       |
| 2006–2010 | Sulejman Tihić (SDA)    | Hazim Rančić (SDA)   | Alma Čolo (SDA)           |                       |                          | Hilmo Neimarlija (SDA/SBiH) | Adem Ibrahimpašić (SDP BiH) |                        |           |                       |
| 2010–2014 | Sulejman Tihić (SDA)    | Halid Genjac (SDA)   | Nermina Kapetanović (SDA) |                       | Seudin Hodžić (SDP BiH)  | Mehmed Bradarić (SDP BiH)   |                             |                        |           |                       |
| 2014–2018 | Safet Softić (SDA)      | Halid Genjac (SDA)   | Sead Kadić (SDA)          |                       | Fahrudin Radončić (SBB)  |                             | Sifet Podžić (DF)           |                        |           |                       |
| 2018–2022 | Bakir Izetbegović (SDA) | Asim Sarajlić (SDA)  | Amir Fazlić (SDA)         | Munib Jusufović (SBB) |                          | Denis Bećirović (SDP BiH)   |                             |                        |           |                       |

### Delegados croatas
| Períodos  | Delegados                | Delegados               | Delegados                    | Delegados             | Delegados                | Delegados            | Delegados               | Delegados             | Delegados            | Delegados                 |
| --------- | ------------------------ | ----------------------- | ---------------------------- | --------------------- | ------------------------ | -------------------- | ----------------------- | --------------------- | -------------------- | ------------------------- |
| 1996–1998 |                          | Mariofil Ljubić (HDZ)   |                              | Petar Majić (HDZ)     |                          | Pero Marković (HDZ)  |                         | Stipo Vujević (HDZ)   |                      | Ivo Andrić Lužanski (HDZ) |
| 1998–2000 | Ivan Madunić (HDZ)       | Zoran Marić (HDZ)       | Vladimir Šoljić (HDZ)        | Ivo Živković (HDZ)    | Vinko Zorić (HDZ)        |                      |                         |                       |                      |                           |
| 2000–2002 |                          | Ivo Divković (SDP BiH)  |                              | Ivo Živković (HDZ)    | Ilija Šimić (HSS)        |                      | Jerko Ivanković (NSRzB) |                       | Niko Sušac (SDP BiH) |                           |
| 2002–2006 | Tomislav Limov (SDP BiH) |                         | Velimir Jukić (HDZ)          |                       | Anto Spajić (HDZ)        | Branko Zrno (HDZ)    |                         | Ilija Filipović (HDZ) |                      |                           |
| 2006–2010 |                          | Rudo Vidović (HDZ 1990) |                              | Božo Rajić (HDZ 1990) | Ivo Miro Jović (HDZ)     | Branko Zrno (HDZ)    |                         | Ilija Filipović (HDZ) |                      |                           |
| 2010–2014 | Martin Raguž (HDZ 1990)  |                         | Krunoslav Vrdoljak (SDP BiH) |                       | Stjepan Krešić (HSP BiH) | Borjana Krišto (HDZ) | Dragan Čović (HDZ)      |                       |                      |                           |
| 2014–2018 | Martin Raguž (HDZ 1990)  |                         | Mario Karamatić (HSS)        |                       | Ljilja Zovko (HDZ)       | Zdenka Džambas (HDZ) | Bariša Čolak (HDZ)      |                       |                      |                           |
| 2018–2022 |                          | Zlatko Miletić (DF)     |                              | Dragan Čović (HDZ)    | Marina Pendeš (HDZ)      | Lidija Bradara (HDZ) | Bariša Čolak (HDZ)      |                       |                      |                           |

### Delegados serbios
| Período   | Delegados           | Delegados             | Delegados                 | Delegados                 | Delegados               | Delegados               | Delegados               | Delegados             | Delegados | Delegados         |
| --------- | ------------------- | --------------------- | ------------------------- | ------------------------- | ----------------------- | ----------------------- | ----------------------- | --------------------- | --------- | ----------------- |
| 1996–1998 |                     | Milan Krnjajić (SDS)  |                           | Vojislav Maksimović (SDS) |                         | Borislav Paravac (SDS)  |                         | Borivoje Sendić (SDS) |           | Momir Tošić (SDS) |
| 1998–2000 |                     | Drago Ljubičić (SNS)  |                           | Momir Malić (SP)          |                         | Đoko Pajić (SRSRS)      |                         | Ristan Ristić (SNSD)  |           | Momir Tošić (SDS) |
| 2000–2002 |                     | Dragutin Rodić (DNS)  | Dragutin Ilić (SP)        |                           | Nikola Špirić (PDP)     | Goran Turjačanin (SNSD) | Momčilo Novaković (SDS) |                       |           |                   |
| 2002–2006 |                     | Goran Milojević (PDP) |                           | Zoran Spasojević (SDS)    | Vinko Radovanović (PDP) |                         | Boško Šiljegović (SDS)  | Nade Radović (SDS)    |           |                   |
| 2006–2010 | Mladen Ivanić (PDP) |                       | Zoran Koprivica (SNSD)    |                           | Drago Ljubičić (SNSD)   |                         | Dušanka Majkić (SNSD)   | Slobodan Šaraba (SDS) |           |                   |
| 2010–2014 | Mladen Ivanić (PDP) | Staša Košarac (SNSD)  | Krstan Simić (SNSD)       |                           | Dragutin Rodić (DNS)    | Ognjen Tadić (SDS/DNS)  |                         |                       |           |                   |
| 2014–2018 |                     | Darko Babalj (SDS)    | Nebojša Radmanović (SNSD) | Sredoje Nović (SNSD)      | Dragutin Rodić (DNS)    | Ognjen Tadić (SDS/DNS)  |                         |                       |           |                   |
| 2018–2022 |                     | Nikola Špirić (SNSD)  | Lazar Prodanović (SNSD)   | Sredoje Nović (SNSD)      |                         | Dušanka Majkić (SNSD)   |                         | Mladen Bosić (SDS)    |           |                   |